# 南极服役奖章
南极服役奖章（英語：Antarctica Service Medal，缩写：ASM）是由美国国会在1960年7月7日立法设立的奖章。设立该奖章的目的是作为一个美国军事勋奖授予在南极洲服役或训练的美军人员。

## 奖章形状
南极服役奖章是铜制的，直径1.25英寸。 奖章正面刻有身穿防寒服的极地工作人员图像及“ANTARCTICA SERVICE”（南极服役）字样。奖章背面刻有"COURAGE"（勇气）, "SACRIFICE"（牺牲）,  "DEVOTION"（奉献）字样。